# Saint-Pierre-Chérignat
Saint-Pierre-Chérignat é uma comuna francesa na região administrativa da Nova Aquitânia, no departamento de Creuse. Estende-se por uma área de 23,72 km². Em 2010 a comuna tinha 172 habitantes (densidade: 7,3 hab./km²).